# Drassodes serratichelis
Drassodes serratichelis es una especie de araña araneomorfa del género Drassodes, familia Gnaphosidae. La especie fue descrita científicamente por Roewer en 1928.
La longitud del cuerpo del macho es de 2,7-4,2 milímetros y de la hembra 3,8-5,6 milímetros. Puede encontrarse a 1650 metros de altura. La especie se distribuye por España (Mallorca), Italia (Cerdeña), Grecia, Turquía, Ucrania e Israel. Introducida a Estados Unidos.